# Palaestes
Palaestes é um gênero de insetos da ordem Coleoptera e da família Cucujidae, classificado por Maximilian Perty no ano de 1830 e contendo oito espécies atualmente reconhecidas de besouros endêmicos da região neotropical; nas florestas tropicais e subtropicais úmidas entre o sul da América Central e o norte da América do Sul. Como todos os membros dos Cucujidae, os adultos são muito comprimidos em sua conformação dorso-ventral. Todas as espécies conhecidas de Palaestes possuem cores vivas em vermelho ou em combinações amarelas e negras, e os machos, curiosamente, possuem mandíbulas que se parecem com pinças, capturando suas presas graças às suas mandíbulas bem adaptadas, de aspecto falciforme, enquanto as mandíbulas das fêmeas não são modificadas. Palaestes compartilha com o gênero australiano-neozelandês Platisus o caráter de sua genitália masculina, contra o padrão dos outros dois gêneros de Cucujidae, Cucujus e Pediacus. Vivem sob a casca de árvores.

## Espécies dePalaestese país de coleta
- Palaestes abruptus Sharp, 1899 - Panamá
- Palaestes freyreissi (Heyden in Maples, 1827) - Brasil
- Palaestes nicaraguae Sharp, 1899 - Nicarágua
- Palaestes nigriceps Waterhouse - Equador
- Palaestes nigridens Sharp, 1899 - Panamá
- Palaestes scutellaris Sharp, 1899 - Guatemala
- Palaestes tenuicornis Waterhouse - Peru
- Palaestes variipes Sharp, 1899 - Guatemala[5][6]